# Ornella Muti
Ornella Muti, pseudonimo di Francesca Romana Rivelli (Roma, 9 marzo 1955), è un'attrice italiana.
Annoverata tra le più celebri attrici italiane, ha vinto numerosi premi: una Targa d'oro ai David di Donatello, due Grolle d'oro, migliore attrice, alla carriera, tre Globi d'oro, migliore attrice, alla carriera, tre Ciak d'oro, migliore attrice protagonista, Ciak d'oro speciale, un Premio Pasinetti per l'attrice al Festival del Cinema di Venezia e due Nastri d'argento come migliore attrice protagonista, su cinque candidature, di cui due come migliore attrice non protagonista. Ha ricevuto inoltre tre candidature come migliore attrice protagonista ai David di Donatello e una come migliore attrice agli European Film Awards.
Nella sua carriera ha interpretato vari generi, lavorando al fianco di registi come Damiano Damiani, Mario Monicelli, Dino Risi, Marco Ferreri, Carlo Verdone, Ettore Scola, John Landis, Francesca Archibugi, Woody Allen, Paolo Virzì, Umberto Lenzi e Francesco Nuti.

## Biografia
Figlia di padre originario di Potenza, di professione giornalista, e di madre estone, Ilse Renate Krause, scultrice a sua volta tedesca estone da parte di padre e russa (di San Pietroburgo) da parte di madre. Ha una sorella maggiore, Claudia Rivelli, anch'ella attrice, che per diverse stagioni, negli anni settanta, ha interpretato fotoromanzi.

### Gli esordi

Ornella Muti nel 1975

Il suo esordio nel cinema avvenne all'età di 14 anni, nel 1969, quando fu scelta da Damiano Damiani come protagonista del suo film La moglie più bella, ispirato alla vicenda di Franca Viola, di Alcamo in Sicilia, la quale nel 1965, appena diciassettenne, fu la prima donna italiana a rifiutare il matrimonio riparatore. Dal momento che già esisteva un'attrice con il suo stesso cognome, Luisa Rivelli, Damiani le impose di usare quello che sarebbe diventato il suo nome d'arte per tutta la carriera: esso deriva dalle opere letterarie di Gabriele D'Annunzio, in quanto Ornella è un personaggio de La figlia di Iorio, mentre il cognome deriva da Elena Muti, protagonista de Il Piacere.
L'esordio le procurò parti in numerosi film sia in Italia sia all'estero (ad esempio Il sole nella pelle del 1971 e Un posto ideale per uccidere di Umberto Lenzi, mentre in Spagna girò Un solo grande amore, Esperienze prematrimoniali, La segretaria, L'amante adolescente) e in fotoromanzi, nei quali è accreditata come Francesca Rivelli, insieme con la sorella.

### Il successo negli anni '70 e '80
L'incontro professionalmente più importante avvenne nel 1974, anno in cui girò Romanzo popolare di Mario Monicelli, nel ruolo della bella e giovane Vincenzina (durante le riprese era incinta), con Ugo Tognazzi nei panni dell'operaio milanese Basletti. Il film ebbe un notevole successo e le diede notorietà. 
Negli anni '70 prese parte ai film: Come una rosa al naso di Franco Rossi, a fianco di Vittorio Gassman; La stanza del vescovo e Primo amore, entrambi di Dino Risi, nuovamente al fianco di Ugo Tognazzi; I nuovi mostri di Monicelli-Risi-Scola, candidato al Premio Oscar come Miglior film straniero nel 1979; L'ultima donna di Marco Ferreri, nel 1976, con Gérard Depardieu.
Con Ferreri girò nel 1981 Storie di ordinaria follia, tratto da una sceneggiatura scritta dallo stesso regista e da Sergio Amidei a partire dall'omonimo romanzo di Charles Bukowski. Il film, ambientato a Los Angeles e girato negli stessi luoghi nel 1980, uscì nelle sale l'anno successivo e fu invitato al Festival di Venezia. Il personaggio della Muti è Cass, una giovane prostituta autolesionista e bellissima, vittima di una bellezza che la soverchia e non le consente di essere amata per quello che sente di essere. Nello stesso periodo, con Adriano Celentano girò Il bisbetico domato e Innamorato pazzo di Castellano e Pipolo; con Renato Pozzetto, Nessuno è perfetto e Un povero ricco, e con Ben Gazzara La ragazza di Trieste, nel ruolo della psicotica Nicole, tutti per la regia di Pasquale Festa Campanile.
Nel 1983 è al fianco di Paolo Villaggio nel film Bonnie e Clyde all'italiana, diretto da Steno. Al 1984 appartengono Il futuro è donna, di nuovo per la regia di Ferreri, invitato al Festival di Venezia, e soprattutto Un amore di Swann di Volker Schlöndorff, in cui, insieme con Jeremy Irons, Fanny Ardant e Alain Delon, interpretò l'enigmatica Odette, l'amore impossibile di Proust. Famose le sue copertine in tutto il mondo, come quella per Time. Intraprese anche la carriera televisiva: nel 1984 partecipò a Premiatissima, insieme con Johnny Dorelli. Al cinema più impegnato appartengono Cronaca di una morte annunciata di Francesco Rosi, Codice privato di Citto Maselli (per il quale ottenne la nomination come migliore attrice agli Oscar Europei), 'o Re di Luigi Magni e Il viaggio di Capitan Fracassa di Ettore Scola, tutti realizzati nella seconda metà degli anni ottanta.

### Anni '90
Nel 1992 prese parte a Non chiamarmi Omar, una commedia diretta da Sergio Staino e basata sul racconto Nudi e crudi di un altro vignettista, Altan, senza grande successo. Sono produzioni statunitensi Oscar - Un fidanzato per due figlie con Sylvester Stallone e Sette criminali e un bassotto, entrambi del 1991. Molto conosciuta in Francia, apparve spesso alla televisione transalpina sia come attrice di fiction sia come modella per pubblicità. Nel 1994 fu eletta Donna più bella del mondo dalla rivista statunitense Class. L'anno dopo uscì in Italia, Spagna e Sud America L'amante bilingue, diretto dal prestigioso regista Vicente Aranda. Dopo un periodo di lontananza dal grande schermo tornò nel 1999 con Panni sporchi, di Mario Monicelli. 

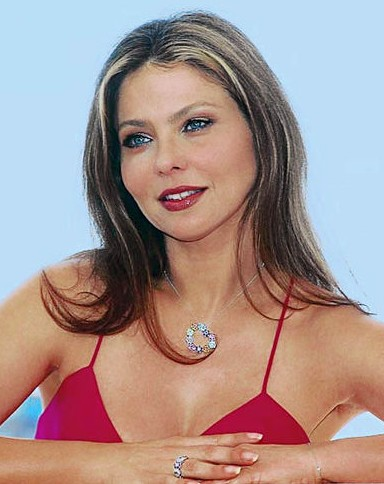
Ornella Muti al Festival di Cannes 2000

### Anni 2000 e 2010
Lavorò poi solo con registe: Francesca Archibugi, Asia Argento e Eleonora Giorgi, che la scelse per il suo esordio registico Uomini & donne, amori & bugie. Nel 2006 recitò nella fiction prodotta dalla RAI Domani è un altro giorno e nel 2007 tornò a lavorare con Citto Maselli in Civico zero.
Nel 2012 Ornella Muti prese parte al film di Woody Allen, girato in Italia, To Rome with Love, dove recitò insieme a Roberto Benigni, Alec Baldwin, Penélope Cruz e lo stesso Allen. L'anno successivo, insieme alla figlia Naike Rivelli, fu protagonista del videoclip e del brano prodotto da Alexandra Damiani Queen Of The Dancefloor. Del 2017 fu la partecipazione alla serie televisiva italiana Sirene, prodotta dalla Rai, che le fece ottenere una nuova notorietà tra la popolazione più giovane. Nel 2018 è stata co-protagonista della webserie Amami!.

### Anni 2020
Nel 2022 conduce, al fianco di Amadeus, la prima serata della settantaduesima edizione del Festival di Sanremo. Presta la sua voce nel cortometraggio "Agli eroi del nostro tempo" prodotta dall'Associazione Centro Formazione Medica che celebra gli operatori sanitari impegnati nella lotta alla pandemia da COVID-19.

### Carriera internazionale
È una delle poche attrici italiane ad aver intrapreso una carriera internazionale in tutta Europa dove ha lavorato con Pedro Masó, Francisco Lara Polop, Mario Camus, Vicente Aranda, Lucas Belvaux, Georges Lautner, Volker Schlöndorff, Mike Hodges, Anthony Hickox, Mike Figgis, Peter Greenaway e Grigory Chukhray. I suoi film più conosciuti in Europa sono Un amore di Swann in cui recitava con Jeremy Irons e Alain Delon, L'amante bilingue in cui recitava con Javier Bardem, Hotel, con Salma Hayek, David Schwimmer, Lucy Liu, Burt Reynolds e John Malkovich, e Le valigie di Tulse Luper - La storia di Moab, un progetto multimediale di Peter Greenaway.
Negli Stati Uniti ha lavorato con registi come Woody Allen, John Landis, Eugene Levy, Buddy Giovinazzo e James Toback. Il suo ruolo più noto a livello internazionale è probabilmente quello della Principessa Aura nel film cult di fantascienza Flash Gordon (1980). È apparsa anche in Per amore e per denaro, Oscar - Un fidanzato per due figlie, Sette criminali e un bassotto, Somewhere in the city e To Rome with Love e nei film TV americani Il veneziano - Vita e amori di Giacomo Casanova, Aspetta primavera, Bandini, La primavera di Michelangelo e in un episodio della serie TV I viaggiatori delle tenebre.
Nel 1981 rifiutò il ruolo principale (poi affidato a Carole Bouquet) in Solo per i tuoi occhi, dodicesimo film della saga James Bond, perché il suo costumista, Wayne Finkelman, non era stato assunto dalla produzione.

## Vita privata
È stata sposata due volte: con l'attore Alessio Orano dal 1975 al 1981 e con Federico Fachinetti dal 1988 al 1996. 
Ha tre figli: la maggiore è l'attrice e cantante Naike Rivelli, nata nel 1974 e avuta da un uomo rimasto sconosciuto (e che porta il cognome materno); gli altri due, Carolina e Andrea, anche loro attori, sono invece frutto del secondo matrimonio. Ha quattro nipoti, Akash (figlio di Naike), Alessandro e Giulia (figli di Carolina), Edoardo (figlio di Andrea).
Ha destato scalpore la notizia di un presunto flirt dell'attrice con Adriano Celentano (sposato con Claudia Mori dal 1964), con la scintilla che sarebbe scoppiata sul set del film Innamorato pazzo, nel 1981; la Muti ha confermato solo nel 2014 di aver avuto la relazione con Celentano.
Di religione buddista, vive in Piemonte, a Lerma, in un cascinale ricavato da un'antica abbazia, insieme alla figlia Naike.

## Procedimenti giudiziari
Il 6 luglio 2017 è stata condannata a sei mesi di reclusione e 500 euro di multa per tentata truffa e falso dalla Corte di Appello di Trieste. La Muti nel 2010 avrebbe dovuto recitare come protagonista al Teatro Verdi di Pordenone in L'ebreo di Giovanni Clementi, con un cachet di 24.000 euro, ma si dichiarò ammalata e presentò un certificato medico per laringo-tracheite acuta con febbre, tosse e raucedine, con la prescrizione di non usare la voce per cinque giorni. In realtà il 10 dicembre 2010 partecipò a un gala di beneficenza a San Pietroburgo, invitata da Vladimir Putin, diversi mesi prima. La sospensione della pena è stata subordinata al pagamento di 30.000 euro di risarcimento al teatro friulano. La condanna è stata confermata in via definitiva dalla Corte di Cassazione il 13 giugno 2019.

## Filmografia

### Cinema

Ornella Muti al suo esordio, con Alessio Orano nel film La moglie più bella del 1970

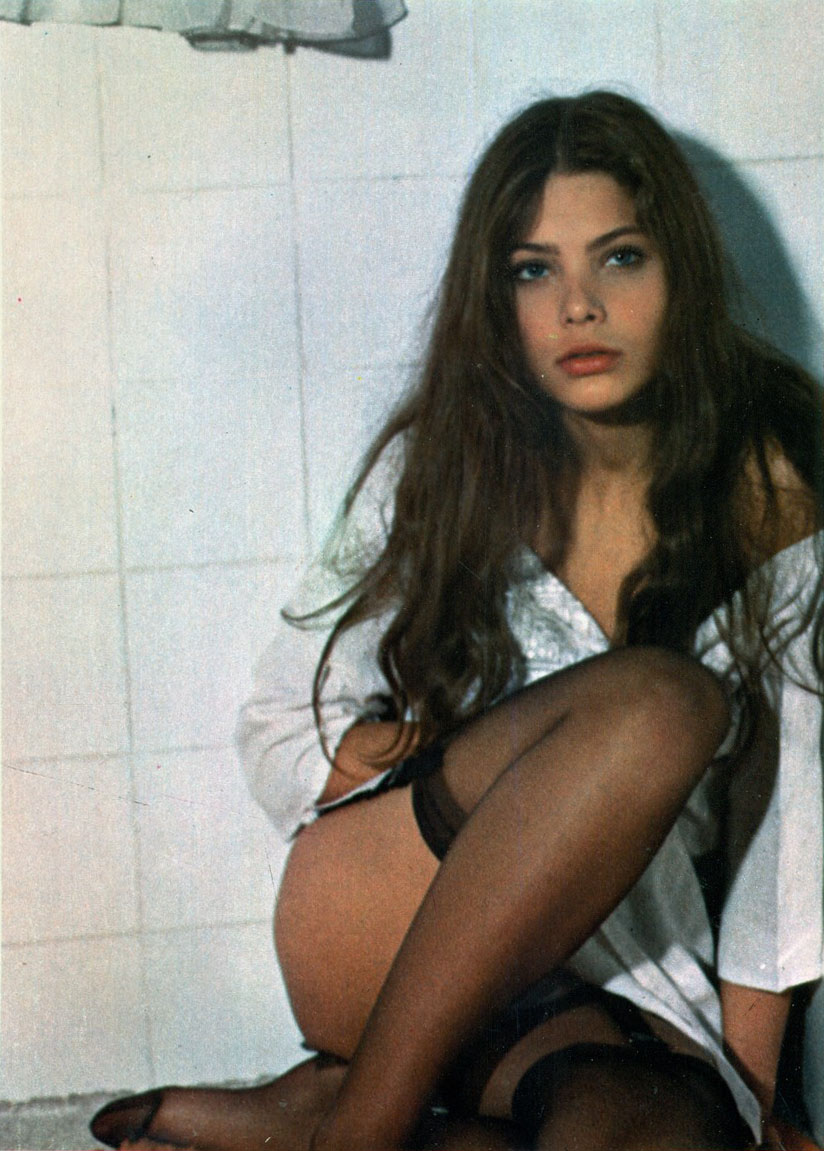
Ornella Muti in uno scatto di scena sul set di Appassionata del 1974

Ornella Muti distesa, insieme con Ugo Tognazzi durante una scena del film La stanza del vescovo del 1977

Ornella Muti in una scena del film Primo amore del 1978

Ornella Muti con Adriano Celentano in una scena del film Innamorato pazzo del 1981

Ornella Muti insieme con Renato Pozzetto in una scena del film Nessuno è perfetto del 1981

Ornella Muti appoggiata alla spalla di Carlo Verdone nella scena conclusiva del film Io e mia sorella del 1987

Ornella Muti in primo piano insieme con Giancarlo Giannini in una scena del film 'o Re del 1989

Ornella Muti in una scena del film Stasera a casa di Alice del 1990

- La moglie più bella, regia di Damiano Damiani (1970)
- Il sole nella pelle, regia di Giorgio Stegani (1971)
- Un posto ideale per uccidere, regia di Umberto Lenzi (1971)
- Un solo grande amore, regia di Claudio Guerín (1972)
- Esperienze prematrimoniali, regia di Pedro Masó (1972)
- Fiorina la vacca, regia di Vittorio De Sisti (1972)
- Le monache di Sant'Arcangelo, regia di Domenico Paolella (1973)
- Tutti figli di Mammasantissima, regia di Alfio Caltabiano (1973)
- Paolo il caldo, regia di Marco Vicario (1973)
- L'amante adolescente, regia di Pedro Masó (1974)
- La segretaria, regia di Pierre Lara (1974)
- Appassionata, regia di Gianluigi Calderone (1974)
- Romanzo popolare, regia di Mario Monicelli (1974)
- Leonor - Cronaca di altri tempi, regia di Juan Luis Buñuel (1975)
- Il mio primo uomo, regia di Mario Camus (1975)
- Come una rosa al naso, regia di Franco Rossi (1976)
- L'ultima donna, regia di Marco Ferreri (1976)
- La stanza del vescovo, regia di Dino Risi (1977)
- Morte di una carogna (Mort d'un pourri), regia di Georges Lautner (1977)
- I nuovi mostri, regia di Dino Risi (1977)
- Ritratto di borghesia in nero, regia di Tonino Cervi (1978)
- Primo amore, regia di Dino Risi (1978)
- Eutanasia di un amore, regia di Enrico Maria Salerno (1978)
- Giallo napoletano, regia di Sergio Corbucci (1979)
- La vita è bella, regia di Grigorij Čuchraj (1979)
- Il bisbetico domato, regia di Castellano e Pipolo (1980)
- Flash Gordon, regia di Mike Hodges (1980)
- Per amore e per denaro (Love & Money), regia di James Toback (1982)
- Storie di ordinaria follia, regia di Marco Ferreri (1981)
- Nessuno è perfetto, regia di Pasquale Festa Campanile (1981)
- Innamorato pazzo, regia di Castellano e Pipolo (1981)
- La ragazza di Trieste, regia di Pasquale Festa Campanile (1982)
- Bonnie e Clyde all'italiana, regia di Steno (1983)
- Un povero ricco, regia di Pasquale Festa Campanile (1983)
- Un amore di Swann, regia di Volker Schlöndorff (1984)
- Il futuro è donna, regia di Marco Ferreri (1984)
- Tutta colpa del paradiso, regia di Francesco Nuti (1985)
- Grandi magazzini, regia di Castellano e Pipolo (1986)
- Stregati, regia di Francesco Nuti (1986)
- Cronaca di una morte annunciata, regia di Francesco Rosi (1987)
- Io e mia sorella, regia di Carlo Verdone (1987)
- Codice privato, regia di Citto Maselli (1988)
- Il frullo del passero, regia di Gianfranco Mingozzi (1988)
- 'o Re, regia di Luigi Magni (1988)
- Aspetta primavera, Bandini, regia di Dominique Deruddere (1989)
- Il viaggio di Capitan Fracassa, regia di Ettore Scola (1990)
- Stasera a casa di Alice, regia di Carlo Verdone (1990)
- Oscar - Un fidanzato per due figlie (Oscar), regia di John Landis (1991)
- La domenica specialmente, regia di Giuseppe Bertolucci (1991)
- Il conte Max, regia di Christian De Sica (1991)
- Vacanze di Natale '91, regia di Enrico Oldoini (1991)
- Mezzaestate, regia di Daniele Costantini (1991)
- Sette criminali e un bassotto, regia di Eugene Levy (1992)
- Non chiamarmi Omar, regia di Sergio Staino (1992)
- L'amante bilingue, regia di Vicente Aranda (1993)
- Compromesso d'amore (Bienvenida Tatiana), regia di Santiago San Miguel (1994)
- Per scherzo!, regia di Lucas Belvaux (1996)
- Mi fai un favore, regia di Giancarlo Scarchilli (1996)
- Mordburo, regia di Lionel Kopp (1997)
- Widows - Erst die Ehe, dann das Vergnügen, regia di Sherry Hormann (1998)
- Somewhere in the city, regia di Ramin Niami (1998)
- L'inconnu de Strasbourg, regia di Valeria Sarmiento (1998)
- Panni sporchi, regia di Mario Monicelli (1999)
- Terra del fuoco, regia di Miguel Littín (2000)
- The Unscarred, regia di Buddy Giovinazzo (2000)
- Jet Set, regia di Fabien Onteniente (2000)
- Favorite Son, regia di Walter Lima Jr. (2001)
- Domani, regia di Francesca Archibugi (2001)
- Una lunga lunga lunga notte d'amore, regia di Luciano Emmer (2001)
- Last Run, regia di Anthony Hickox (2001)
- Hotel, regia di Mike Figgis (2002)
- Dopo la vita (Après la vie), regia di Lucas Belvaux (2002)
- Rincorsa (Cavale), regia di Lucas Belvaux (2002)
- Una coppia perfetta (Un couple épatant), regia di Lucas Belvaux (2002)
- Uomini & donne, amori & bugie, regia di Eleonora Giorgi (2003)
- Le valigie di Tulse Luper - La storia di Moab, regia di Peter Greenaway (2003)
- Dimmi di sì, regia di Juan Calvo (2004)
- Ingannevole è il cuore più di ogni cosa, regia di Asia Argento (2004)
- People, regia di Fabien Onteniente (2004)
- Les bronzés 3: amis pour la vie, regia di Patrice Leconte (2006)
- L'inchiesta, regia di Giulio Base (2007)
- Civico zero, regia di Citto Maselli (2007)
- Io non ci casco, regia di Pasquale Falcone (2008)
- Vittorio racconta Gassman, regia di Giancarlo Scarchilli (2011)
- To Rome with Love, regia di Woody Allen (2012)
- Daitona, regia di Lorenzo Giovenga (2016)
- Checkmate, di Jason Bradbury (2016)
- Notti magiche, regia di Paolo Virzì (2018)
- Wine to Love - I colori dell'amore, regia di Domenico Fortunato (2018)
- Mare di grano, regia di Fabrizio Guarducci (2018)
- The Christmas Show, regia di Alberto Ferrari (2022)
- Lo sposo indeciso che non poteva o forse non voleva più uscire dal bagno, regia di Giorgio Amato (2023)
- L'invisibile filo rosso, regia di Alessandro Bencivenga  (2025)

### Televisione
- I viaggiatori delle tenebre – serie TV, episodio 3x10 (1986)
- Il veneziano - Vita e amori di Giacomo Casanova (Casanova), regia di Simon Langton – miniserie TV (1986)
- La primavera di Michelangelo (A Season of Giants), regia di Jerry London – miniserie TV (1989)
- Il grande Fausto, regia di Alberto Sironi – miniserie TV (1995)
- L'avvocato Porta – serie TV (1997)
- Il conte di Montecristo (Le Comte de Monte Cristo), regia di Josée Dayan – miniserie TV (1998)
- Ester, regia di Raffaele Mertes – miniserie TV (1999)
- Un colpo al cuore, regia di Alessandro Benvenuti – film TV (1999)
- Lo zio d'America – serie TV, 8 episodi (2002)
- La bambina dalle mani sporche, regia di Renzo Martinelli – film TV (2005)
- Ma chi l'avrebbe mai detto, regia di Giuliana Gamba e Alessio Inturri – miniserie TV (2006)
- Il sangue e la rosa, regia di Salvatore Samperi – miniserie TV (2008)
- Doc West - La sfida, regia di Giulio Base – miniserie TV (2009)
- Deep, regia di Jean-François Julian – miniserie TV (2016)
- Sirene – serie TV (2017)

## Teatro
- L'Ebreo di Giovanni Clementi, regia di Enrico Maria Lamanna (2010)
- La Governante di Vitaliano Brancati, regia di Guglielmo Ferro (2018-2019)

## Programmi televisivi
- Premiatissima '84 (1984) Co-conduttrice
- Festival di Sanremo (2022) Co-conduttrice

## Riconoscimenti
- David di Donatello
  - 1976 – Targa d'oro per il complesso delle sue interpretazioni
  - 1982 – Candidatura alla migliore attrice protagonista per Storie di ordinaria follia
  - 1988 – Candidatura alla migliore attrice protagonista per Io e mia sorella
  - 1989 – Candidatura alla migliore attrice protagonista per Codice privato
  - 2025 – David di Donatello speciale[45]

- Nastro d'argento
  - 1977 – Candidatura alla migliore attrice protagonista per L'ultima donna
  - 1988 – Migliore attrice protagonista per Io e mia sorella
  - 1989 – Migliore attrice protagonista per Codice privato
  - 1990 – Candidatura alla migliore attrice protagonista per Aspetta primavera, Bandini
  - 2001 – Candidatura alla migliore attrice non protagonista per Domani

- Ciak d'oro
  - 1988 – Migliore attrice protagonista per Io e mia sorella[46]
  - 1989 – Migliore attrice protagonista per Codice privato[46]
  - 2018 – Ciak d'oro speciale Serial Movie per Sirene

- European Film Awards
  - 1988 – Candidatura alla migliore attrice per Codice privato

- Globo d'oro
  - 1982 – Migliore attrice per Nessuno è perfetto
  - 1988 – Migliore attrice per Io e mia sorella
  - 2007 – Premio alla carriera

- Grolla d'oro
  - 1970 – Migliore attrice esordiente per La moglie più bella
  - 1979 – Migliore attrice per Primo amore
  - 1998 – Grolla d'oro alla carriera

- Mostra internazionale d'arte cinematografica
  - 1988 – Premio Pasinetti per l'attrice per Codice privato

- Taormina Film Fest
  - 2003 – Taormina Arte Award

## Doppiatrici italiane
- Vittoria Febbi in Come una rosa al naso, La stanza del vescovo, Primo amore
- Micaela Esdra in Un posto ideale per uccidere, Un solo grande amore
- Rossella Izzo in Fiorina la vacca, Appassionata
- Loretta Goggi in La moglie più bella
- Serena Verdirosi in Le monache di Sant'Arcangelo
- Valeria Rocco in Romanzo popolare
- Micaela Pignatelli in L'ultima donna
- Roberta Greganti in Compromesso d'amore

## Discografia

### EP
- รักนี้สีเลือด/Oasis Of Fear (split con Bruno Lauzi)

### Singoli
- 1971 – Delusione
- 1986 – Grandi Magazzini/Heppinesse (con Enrico Montesano, Paolo Villaggio, Michele Placido, Renato Pozzetto, Christian De Sica, Massimo Ciavarro, Nino Manfredi, Laura Antonelli, Massimo Boldi, Lino Banfi)
- 1988 – Then There Was You/Theme For Ornella

### Collaborazioni
- 2013 – Alexandra Damiani, Axer, Nayked feat. Ornella Muti Queen Of The Dancefloor